# Colgar laraticum
Colgar laraticum är en insektsart som beskrevs av George Willis Kirkaldy 1913. Colgar laraticum ingår i släktet Colgar och familjen Flatidae. Inga underarter finns listade i Catalogue of Life.